# オリエンタルロック
オリエンタルロック（欧字名:Oriental Rock、2005年4月28日 - ）は、日本の競走馬。主な勝ち鞍に2007年の札幌2歳ステークス。
馬名の意味は、｢東洋のロック音楽｣。

## 経歴

### 競走馬時代
2007年、7月8日に函館競馬場で行われた2歳新馬戦で武幸四郎が騎乗してデビューし、5番人気で3着。その後デビュー3戦目の未勝利戦を制し初勝利。初の重賞挑戦となった札幌2歳ステークスでは、武豊に乗り替わり、6番人気ながら豪快な追い込みで制し重賞初勝利を挙げ、10月3日に発表された重賞・オープン特別競走レーティングでは、102ポンドの評価を得た。この勝利は父マンハッタンカフェにとっても産駒のJRA重賞初制覇となった。札幌2歳ステークス後は東京スポーツ杯2歳ステークスに出走登録を行っていたが、11月13日に左前脚の挫石が判明したため回避。ラジオNIKKEI杯2歳ステークスで復帰。しかし11着に敗れた。
2008年は弥生賞から始動したが11着という結果に終わる。さらに続く毎日杯ではマイナス16キロと大幅な馬体減などもあり11着、皐月賞では、更に10キロの馬体減となり16着に敗れた。その後、日本ダービーを目標に調整されたが、賞金不足のために除外されたため、中京競馬場の白百合ステークスに出走。出走馬中、唯一の重賞勝ち馬にもかかわらず、最低人気となり、結果も10頭立ての8着に終わった。その後、札幌記念に出走するも11頭立ての11着と、最下位に終わった。
2009年は休養中に1000万下条件馬に降格となり、7月18日のHBC賞で復帰。レースでは好位集団で待機するも4コーナーで失速し14着と殿負けを喫した。続く8月2日の藻岩山特別では後方待機策も最後の直線で伸びを欠き7着に終わった。続く8月23日のルスツ特別では終始後方のまま14着と殿負けを喫した。続く9月27日の平ヶ岳特別では10着と大敗した。
さらに中1週で挑んだ10月11日の久多特別では中団追走も失速し13着に敗れた。その後平場戦を3走したが7着、12着、14着と振るわなかった。
2010年は8月8日の瀬波温泉特別で復帰したが、15着と殿負けに終わった。レース後の8月12日にJRA競走馬登録を抹消し、ホッカイドウ競馬に移籍することになった。2011年6月29日のファルブラヴ賞に出走するも11頭立ての11着と、最下位に終わった。ホッカイドウではこの1戦のみに終わり、2012年10月1日付けで競走馬登録を抹消された。。

### 引退後
引退後は乗馬となった。2022年現在、乗馬クラブクレイン加古川にて「チョコクロ」の名前で在籍している。

## 競走成績
| 年月日 | 年月日 | 年月日 | 競馬場 | 競走名             | 格       | 頭数 | 枠番 | 馬番 | オッズ （人気） | オッズ （人気） | 着順 | 騎手     | 斤量 | 距離（馬場）  | タイム （上り3F） | タイム 差 | 勝ち馬/（2着馬）       |
| 2007   | 7.     | 8      | 函館   | 2歳新馬            |          | 11   | 7    | 8    | 009.6           | 0（5人）        | 03着 | 武幸四郎 | 54   | 芝1800m（良） | 1:53.1 (37.1)     | 0.2       | ミゼリコルデ           |
|        | 8.     | 4      | 函館   | 2歳未勝利          |          | 12   | 7    | 9    | 010.6           | 0（6人）        | 05着 | 武幸四郎 | 54   | 芝1800m（稍） | 1:57.0 (38.6)     | 0.5       | マイネルアテッサ       |
|        | 9.     | 1      | 札幌   | 2歳未勝利          |          | 10   | 3    | 3    | 008.7           | 0（4人）        | 01着 | 武幸四郎 | 54   | 芝1800m（良） | 1:51.4 (35.4)     | 0.0       | （リアルヴィクトリー） |
|        | 9.     | 29     | 札幌   | 札幌2歳S           | JpnIII   | 14   | 5    | 7    | 014.3           | 0（6人）        | 01着 | 武豊     | 54   | 芝1800m（良） | 1:51.9 (36.9)     | -0.1      | （サブジェクト）       |
|        | 12.    | 22     | 阪神   | ラジオNIKKEI杯2歳S | JpnIII   | 13   | 7    | 10   | 025.8           | 0（7人）        | 11着 | 武幸四郎 | 55   | 芝2000m（重） | 2:08.3 (35.9)     | 1.3       | サブジェクト           |
| 2008   | 3.     | 9      | 中山   | 弥生賞             | JpnII    | 16   | 8    | 16   | 063.5           | （12人）        | 11着 | 蛯名正義 | 56   | 芝2000m（良） | 2:02.6 (35.1)     | 0.8       | マイネルチャールズ     |
|        | 3.     | 29     | 阪神   | 毎日杯             | JpnIII   | 14   | 7    | 11   | 019.9           | 0（9人）        | 11着 | 武幸四郎 | 57   | 芝1800m（良） | 1:47.5 (36.0)     | 1.5       | ディープスカイ         |
|        | 4.     | 20     | 中山   | 皐月賞             | JpnI     | 18   | 4    | 7    | 079.5           | （18人）        | 16着 | 武幸四郎 | 57   | 芝2000m（良） | 2:03.2 (35.3)     | 1.5       | キャプテントゥーレ     |
|        | 5.     | 31     | 中京   | 白百合S            | OP       | 10   | 7    | 7    | 061.6           | （10人）        | 08着 | 武幸四郎 | 57   | 芝1800m（稍） | 1:49.3 (35.7)     | 1.1       | ヤマニンキングリー     |
|        | 8.     | 24     | 札幌   | 札幌記念           | GII      | 11   | 7    | 9    | 078.3           | （10人）        | 11着 | 武幸四郎 | 54   | 芝2000m（良） | 2:02.1 (37.9)     | 3.5       | タスカータソルテ       |
| 2009   | 7.     | 18     | 札幌   | HBC賞              | 1000万下 | 14   | 8    | 13   | 033.6           | （10人）        | 14着 | 武幸四郎 | 56   | 芝1800m（良） | 1:50.9 (37.3)     | 2.9       | ルールプロスパー       |
|        | 8.     | 2      | 札幌   | 藻岩山特別         | 1000万下 | 14   | 1    | 1    | 108.8           | （14人）        | 07着 | 武幸四郎 | 57   | 芝1500m（良） | 1:30.3 (34.5)     | 0.9       | ファイアーフロート     |
|        | 8.     | 23     | 札幌   | ルスツ特別         | 1000万下 | 14   | 2    | 2    | 028.5           | （10人）        | 14着 | 古川吉洋 | 57   | 芝1800m（良） | 1:50.7 (36.6)     | 1.7       | パールシャドウ         |
|        | 9.     | 27     | 新潟   | 平ヶ岳特別         | 1000万下 | 14   | 7    | 12   | 036.2           | 0（8人）        | 10着 | 古川吉洋 | 57   | 芝1400m（良） | 1:23.4 (36.5)     | 1.6       | ゴールディーロック     |
|        | 10.    | 11     | 京都   | 久多特別           | 1000万下 | 18   | 2    | 3    | 117.6           | （14人）        | 13着 | 古川吉洋 | 55   | 芝1400m（良） | 1:21.1 (35.0)     | 0.9       | ダノンプログラマー     |
|        | 11.    | 1      | 京都   | 3歳上1000万下      |          | 16   | 2    | 4    | 022.2           | 0（8人）        | 07着 | 小牧太   | 57   | ダ1400m（不） | 1:23.6 (36.3)     | 0.6       | シーアクロス           |
|        | 11.    | 7      | 京都   | 3歳上1000万下      |          | 13   | 8    | 13   | 017.3           | 0（5人）        | 12着 | 武幸四郎 | 57   | ダ1400m（良） | 1:26.6 (38.8)     | 3.5       | セイクリムズン         |
|        | 12.    | 5      | 阪神   | 3歳上1000万下      |          | 16   | 2    | 3    | 084.4           | （12人）        | 14着 | 松山弘平 | 55   | ダ2000m（稍） | 2:08.5 (41.7)     | 5.1       | フリソ                 |
| 2010   | 8.     | 8      | 新潟   | 瀬波温泉特別       | 1000万下 | 15   | 7    | 13   | 180.3           | （14人）        | 15着 | 津村明秀 | 54   | ダ1800m（良） | 1:58.1 (41.5)     | 5.3       | ウインペンタゴン       |
| 2011   | 6.     | 29     | 門別   | ファルブラヴ賞     |          | 11   | 7    | 9    | 130.8           | 0（9人）        | 11着 | 川島雅人 | 55   | ダ1800m（良） | 2:00.9 (41.9)     | 4.5       | ダイワルビア           |

## 血統表
| オリエンタルロックの血統サンデーサイレンス系 / Nasrullah 5×5=6.25% | オリエンタルロックの血統サンデーサイレンス系 / Nasrullah 5×5=6.25% | オリエンタルロックの血統サンデーサイレンス系 / Nasrullah 5×5=6.25% | （血統表の出典）     | （血統表の出典） |
| 父 マンハッタンカフェ 1998 青鹿毛                                  | 父の父*サンデーサイレンス 1986 青鹿毛                              | Halo                                                               | Hail to Reason       | Hail to Reason   |
| 父 マンハッタンカフェ 1998 青鹿毛                                  | 父の父*サンデーサイレンス 1986 青鹿毛                              | Halo                                                               | Cosmah               |                  |
| 父 マンハッタンカフェ 1998 青鹿毛                                  | 父の父*サンデーサイレンス 1986 青鹿毛                              | Wishing Well                                                       | Understanding        | Understanding    |
| 父 マンハッタンカフェ 1998 青鹿毛                                  | 父の父*サンデーサイレンス 1986 青鹿毛                              | Wishing Well                                                       | Mountain Flower      |                  |
| 父 マンハッタンカフェ 1998 青鹿毛                                  | 父の母*サトルチェンジ 1988 黒鹿毛                                  | Law Society                                                        | Alleged              | Alleged          |
| 父 マンハッタンカフェ 1998 青鹿毛                                  | 父の母*サトルチェンジ 1988 黒鹿毛                                  | Law Society                                                        | Bold Bikini          |                  |
| 父 マンハッタンカフェ 1998 青鹿毛                                  | 父の母*サトルチェンジ 1988 黒鹿毛                                  | Santa Luciana                                                      | Luciano              | Luciano          |
| 父 マンハッタンカフェ 1998 青鹿毛                                  | 父の母*サトルチェンジ 1988 黒鹿毛                                  | Santa Luciana                                                      | Suleika              |                  |
| 母 *エンジェルインザモーニング 1993                                | 母の父Mt. Livermore 1981                                           | Blushing Groom                                                     | Red God              | Red God          |
| 母 *エンジェルインザモーニング 1993                                | 母の父Mt. Livermore 1981                                           | Blushing Groom                                                     | Runaway Bride        |                  |
| 母 *エンジェルインザモーニング 1993                                | 母の父Mt. Livermore 1981                                           | Flama Ardiente                                                     | Crimson Satan        | Crimson Satan    |
| 母 *エンジェルインザモーニング 1993                                | 母の父Mt. Livermore 1981                                           | Flama Ardiente                                                     | Royal Rafele         |                  |
| 母 *エンジェルインザモーニング 1993                                | 母の母Dolphins Dream 1976                                          | New Prospect                                                       | Never Bend           | Never Bend       |
| 母 *エンジェルインザモーニング 1993                                | 母の母Dolphins Dream 1976                                          | New Prospect                                                       | Hasty Act            |                  |
| 母 *エンジェルインザモーニング 1993                                | 母の母Dolphins Dream 1976                                          | Green Dolphin                                                      | Johns Joy            | Johns Joy        |
| 母 *エンジェルインザモーニング 1993                                | 母の母Dolphins Dream 1976                                          | Green Dolphin                                                      | Fly Bye Babe F.No.13 |                  |